# VentureStar

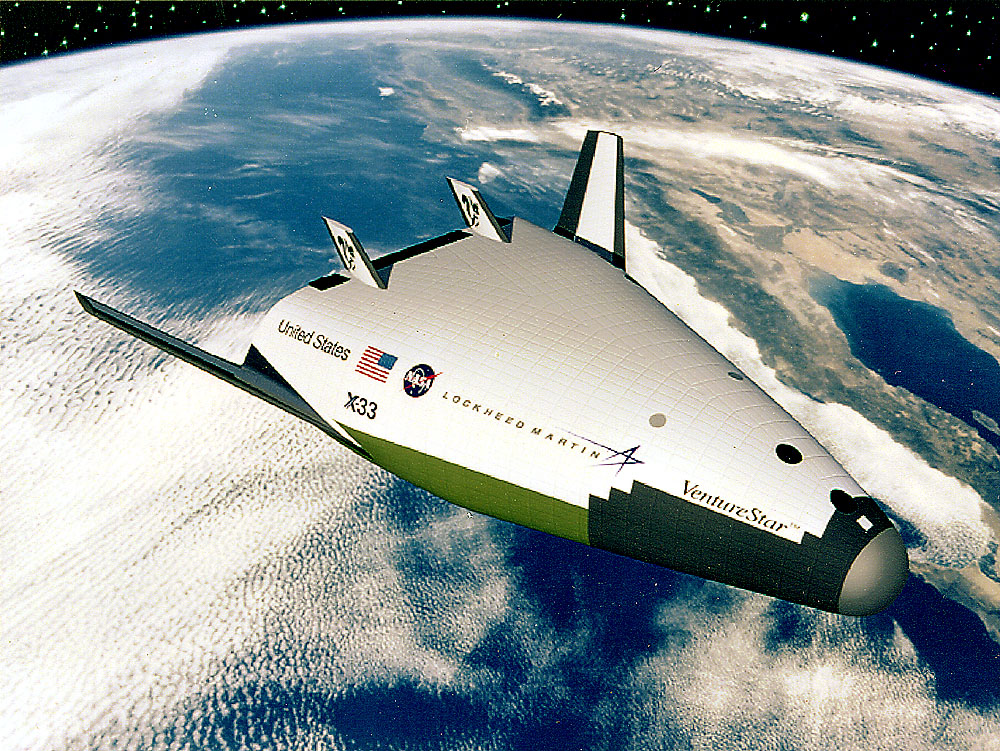
Una rappresentazione artistica in computer grafica del VentureStar

Il VentureStar fu un progetto sperimentale proposto dalla Lockheed Martin per un sistema di lancio riutilizzabile monostadio capace di raggiungere l'orbita terrestre (SSTO RLV). Il primo obiettivo del programma consisteva nello sviluppo di uno spazioplano riutilizzabile senza equipaggio per il lancio di satelliti in orbita a circa 1/10 del costo di altri sistemi equivalenti che avrebbe dovuto rimpiazzare completamente la flotta di space shuttle. Nonostante la richiesta fosse per un lanciatore senza equipaggio, si pensava che avesse potuto trasportare anche dei passeggeri umani come carico. Si auspicava che il VentureStar potesse fornire un rientro rapido e lanci a basso costo con un sistema modulare. Inoltre avrebbe dovuto usare un nuovo scudo termico in metallo più sicuro e meno costoso da mantenere, rispetto a quello in ceramica dello Space shuttle.
Sarebbe stato un veicolo ad un solo stadio capace di operare in orbita che, come lo Space shuttle, sarebbe decollato in posizione verticale per poi atterrare planando come un aliante. Le specifiche di progetto richiedevano inoltre l'utilizzo di motori aerospike lineari, che avrebbero potuto fornire una spinta ad alta efficienza ad ogni altitutidine. Il VenureStar avrebbe dovuto essere un'attività commerciale e i voli sarebbero stati affittati alla NASA quando necessario.
Quando il programma venne cancellato, il 1º marzo 2001, era già in costruzione un prototipo in scala del VentureStar, finanziato dalla NASA e denominato X-33. La costruzione dell'X-33, tuttavia, fu contraddistinta da continui fallimenti nei test, da battute d'arresto al programma e dallo sforamento del budget iniziale. Inoltre, alcune delle nuove tecnologie richieste (come le cisterne di carburante composite e gli scudi termici metallici) non raggiunsero gli standard tecnici necessari. La cisterna di carburante composita esplose durante un test di pressione causando un ritardo nello sviluppo del sistema aerospike e costringendo la NASA e la Lockheed a ricorrere a cisterne in alluminio e a razzi convenzionali. Prima che il programma venisse terminato era già stato speso oltre 1 miliardo di dollari. Dopo la cancellazione, però, gli ingegneri erano in grado di realizzare una cisterna d'ossigeno funzionante dal composto di fibra di carbonio.
Con la dismissione del programma di test X-33, i successivi piani per la costruzione del VentureStar a grandezza naturale vennero annullati.

## Il VentureStar nell'immaginario
Nel romanzo di fantascienza Red Thunder (2003) di John Varley, il Venture Star è il principale veicolo spaziale in uso presso gli Stati Uniti d'America, con voli a cadenza giornaliera da Cape Canaveral all'orbita terrestre.
Nel film del 1999 La fortezza: segregati nello spazio di Geoff Murphy, il VentureStar viene utilizzato per trasportare i rifornimenti alla stazione penitenziaria orbitante e viene in seguito dirottato dai prigionieri per fuggire sulla Terra.